# Volontari del soccorso della Croce Rossa Italiana
I volontari del soccorso (Vv.d.S) erano una delle sei componenti della Croce Rossa Italiana, formata come altre componenti, da personale civile che prestava servizio in maniera volontaria e non retribuita. Questa, come le altre componenti civili, è stata sciolta nel 2012, facendo confluire tutti i volontari nella cosiddetta "componente unica civile". Esistono invece ancora due componenti ausiliare delle forze armate dell'Esercito Italiano denominate Corpo delle Infermiere Volontarie della Croce Rossa Italiana e Corpo militare volontario della Croce Rossa Italiana.

## La storia
L'origine dei primi gruppi di soccorritori volontari in seno alla Croce Rossa si fa risalire al 1866, quando autonomamente si formarono le prime squadre di civili che prestavano assistenza volontaria ai feriti. Se ne ha notizia dal "Rendiconto morale ed economico del Comitato Milanese di soccorso ai militari feriti e malati in tempo di guerra presentato dalla Presidenza ed approvato nell'adunanza generale del Comitato il 25 novembre 1866".

## Le attività

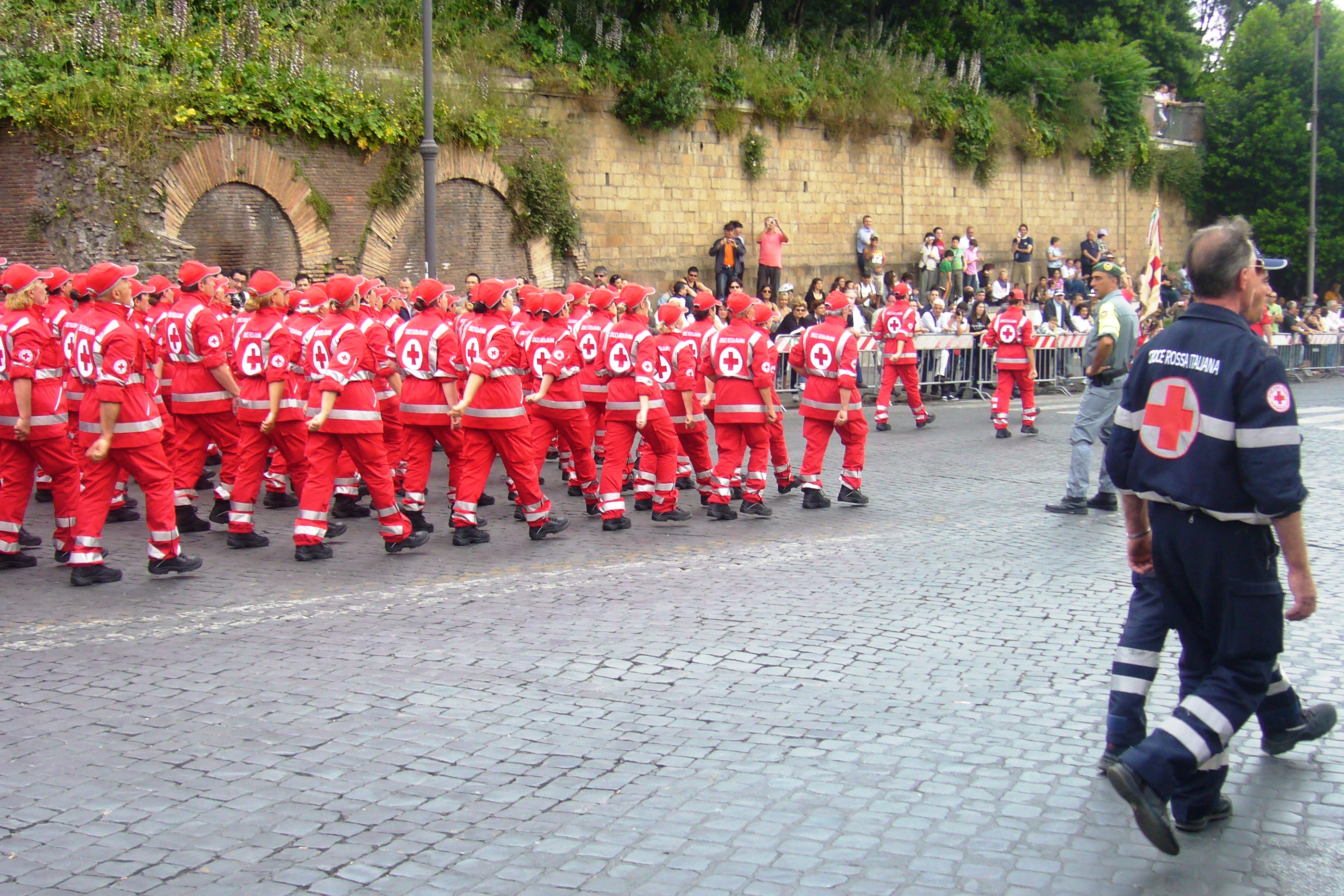
Volontari in parata con la nuova divisa rossa (2010); sulla destra, un soccorritore con la vecchia divisa blu

Attualmente con circa 1100 gruppi sparsi in tutto il territorio nazionale sono la componente più numerosa della Croce Rossa Italiana. Svolge differenti tipi di attività tra le quali il servizio trasporto infermi, il primo soccorso e il pronto soccorso con i vari servizi sanitari di urgenza-emergenza 118 di diverse regioni italiane, attività socio-assistenziali (tra le quali le squadre per l'emergenza psicologica), l'educazione sanitaria (con l'organizzazione di corsi per la popolazione civile), la protezione civile, il soccorso in mare, in grotta e in montagna, la diffusione del Diritto internazionale umanitario, emergenze in territorio nazionale e internazionale legate a calamità naturali o disastri. Diverse attività, soprattutto quelle socio-assistenziali, vengono svolte in ausilio con i pionieri della Croce Rossa Italiana data la forte vocazione a tali attività deputate alla componente giovane.

## La formazione
L'età minima per entrare a far parte dei volontari del soccorso è 18 anni, prima di tale età è possibile comunque entrare a far parte della Croce Rossa Italiana iscrivendosi nella componente giovane della Croce Rossa Italiana (pionieri della Croce Rossa Italiana) già dall'età di 14 anni.
Oltre ad essere in possesso di particolari requisiti psicofisici, i volontari del soccorso devono essere formati tramite un corso modulare teorico-pratico di primo soccorso.
Il corso si suddivide in moduli che preparano il volontario all'espletamento delle diverse attività.
Il modulo BASE si articola in una parte teorico/informativa C.R.I. dedicata alle attività istituzionali CRI quali nozioni di  Diritto internazionale umanitario, storia della  Croce Rossa, nozioni sulle attività socio assistenziali, nozioni su la  protezione civile; ed una parte teorico/pratica costituita dal corso BEPS (Brevetto europeo di primo soccorso) che comprende nozioni di anatomia, fisiologia e patologia, rianimazione cardiopolmonare.
Al termine di questo modulo è previsto un test teorico pratico per verificare l'apprendimento dell'aspirante, seguito da un tirocinio di almeno 10 ore.
Tale corso permette l'accesso alla componente dei volontari del soccorso e dà la possibilità di specializzarsi nei vari settori previsti.
Per quanto riguarda in modo specifico per la parte sanitaria vi erano 2 moduli consequenziali al corso BASE, ovvero il modulo O.T.I. e il modulo O.S.E.S. che sono stati sostituiti da un unico corso denominato P.S.T.I.
Il modulo P.S.T.I. prevede ulteriori approfondimenti sul BLS (quale il PBLS, BLS pediatrico) e prepara il Volontario al servizio di Emergenza Urgenza che di solito si svolge in supporto alle A.S.L. o alle Aziende Ospedaliere responsabili del Servizio Sanitario di Urgenza ed Emergenza (118). Al termine del corso vi è l'esame finale (scritto, orale più pratiche) che permette l'ottenimento della certificazione CRI P.S.T.I. Durante il corso di formazione l'aspirante volontario seguirà un tirocinio di durata variabile ma superiore a 30 ore in ambulanza. In alcune regioni è anche previsto un ulteriore esame certificativo, a seconda della norma regionale vigente nell'ambito del servizio 118, a cura del personale della centrale operativa 118 competente per territorio.
La formazione del volontario del soccorso, così come quella di tutti i volontari della Croce Rossa Italiana, è soggetta alle OO.CC. 253/09 del 26 agosto 2009 - 267/09 del 4 settembre 2009 - 79606/09 del 6 novembre 2009.
La formazione P.S.T.I. (Pronto soccorso trasporto infermi) a partire dal 2012 è stata sostituita da un corso di formazione denominato T.S.S.A. (Trasporto sanitario e soccorso in ambulanza).

## I gradi
I gradi sono rappresentati apposti sul petto della divisa operativa.
| Dirigenti                      |                                |                                |                                |                                  |                                  |                                |                                |
|                                |                                |                                |                                |                                  |                                  |                                |                                |
|                                |                                |                                |                                |                                  |                                  |                                |                                |
| Ispettore Nazionale VdS        | Ispettore Nazionale VdS        | Vice Ispettore Nazionale VdS   | Vice Ispettore Nazionale VdS   | Ispettore Regionale VdS          | Ispettore Regionale VdS          |                                |                                |
|                                |                                |                                |                                |                                  |                                  |                                |                                |
| Quadri Direttivi - Funzionari  |                                |                                |                                |                                  |                                  |                                |                                |
|                                |                                |                                |                                |                                  |                                  |                                |                                |
|                                |                                |                                |                                |                                  |                                  |                                |                                |
| Ispettore Provinciale VdS      | Ispettore Provinciale VdS      | Ispettore di Gruppo VdS        | Ispettore di Gruppo VdS        | Vice Ispettore di Gruppo VdS     | Vice Ispettore di Gruppo VdS     |                                |                                |
|                                |                                |                                |                                |                                  |                                  |                                |                                |
| Delegati Tecnici               |                                |                                |                                |                                  |                                  |                                |                                |
|                                |                                |                                |                                |                                  |                                  |                                |                                |
|                                |                                |                                |                                |                                  |                                  |                                |                                |
| Delegato Tecnico Nazionale VdS | Delegato Tecnico Nazionale VdS | Delegato Tecnico Regionale VdS | Delegato Tecnico Regionale VdS | Delegato Tecnico Provinciale VdS | Delegato Tecnico Provinciale VdS | Delegato Tecnico di Gruppo VdS | Delegato Tecnico di Gruppo VdS |
|                                |                                |                                |                                |                                  |                                  |                                |                                |

## Modifica delle componenti
Attualmente i volontari della Croce Rossa Italiana sono organizzati in una componente civile e due ausiliarie delle forze armate. Ai sensi dell'ordinanza del commissario straordinario n. 0567-12 del 3 dicembre 2012, con cui è stato approvato il regolamento dei volontari, è stata sancita la scomparsa definitiva delle diverse classificazioni delle componenti civili della Croce Rossa Italiana. Non esistono più le precedenti categorizzazioni della componente civile (Volontari del Soccorso, Volontarie del Comitato nazionale femminile, Pionieri, Donatori di sangue): tali ex componenti vengono raggruppate nella categoria più generica dei "volontari CRI". Inoltre, il d.lgs. 178/2012 ha statuito altresì che i membri dei Corpi militari della Croce Rossa Italiana sono soci di diritto della nuova associazione, concorrendo a svolgere le sue stesse attività.